# Estudios del Hábitat
Estudios del Hábitat, es una revista científica de Arquitectura creada en 1997 en el Instituto de Estudios del Hábitat, perteneciente a la Facultad de Arquitectura y Urbanismo de la Universidad Nacional de La Plata.

## Reseña histórica
El Instituto de Estudios del Hábitat fue creado en 1986 por un grupo de profesores - investigadores que en su mayoría regresaban del exilio debido a la Dictadura que rigió la Argentina en el período de 1976 a 1983. Con el retorno de la democracia, al asumir el Dr. Raúl Ricardo Alfonsín de la Unión Cívica Radical como presidente, intervino la UNLP nombrando decanos y rector interventor. En el caso de la Facultad de Arquitectura y Urbanismo asumió el Arq. Jorge Lombardi.
En el proceso de convocar a los primeros concursos de profesores de las 32 asignaturas de la Carrera de Arquitectura, unos pocos tenían vocación por la investigación y propusieron la creación de un Instituto que los englobe a todos, con un Consejo Científico y Unidades de Investigación. Luego de la creación del IDEHAB en 1986, surge la necesidad de poseer un medio de divulgación de las actividades de investigadores y becarios. Así se crea el Boletín del IDEHAB bajo la dirección de su flamante director el Dr. Elías Rosenfeld y la labor editorial de la secretaria del Instituto la Arq. Mercedes del Mármol con la edición de la arq. Analía Fernanda Gómez. Se editan cuatro números hasta que en el año 1996 en una reunión del Consejo Científico se debate la necesidad de contar con una revista que pueda ser indexada y contar con una evaluación y catalogación por parte del CAICyT - CONICET.
Se oponía un grupo de consejeros que deseaban una revista más cercana a la tradición editorial de la arquitectura con mayor diseño. Pero se impuso la postura de la Unidad de Investigación N°2 y su director Elías Rosenfeld acompañado por el representante de los becarios el Arq. Jorge Daniel Czajkowski. Este último ofreció responsabilizarse de la edición científica; y junto a la secretaría técnica del IDEHAB la Arq. Analía Fernanda Gómez, lograr construir una línea editorial.

## Su primer número
En 1997 con el N°5 surge la revista Estudios del Hábitat conteniendo nueve artículos, un artículo invitado, un artículo en la sección Documentos, la sección "La investigación en el Instituto" junto a "Comunicaciones" de los becarios. La revista surge durante la gestión del Decano Alberto Sbarra.
El nuevo medio gráfico fue declarado de Interés legislativo por la Cámara de Diputados de la Provincia de Buenos Aires.
En su primer número se menciona una Comisión Editorial formada por los arqs. René Longoni, Fernando Aliata y Jorge Daniel Czajkowski. Como secretaria de redacción la arq. Analía Fernanda Gómez y colaboradores. El Comité Científico fue constituido con destacados investigadores de diversas universidades del país entre los que se encontraban: Luis Ainstein de la UBA, Horacio Berreta del CEVE de Córdoba, Beatriz Cuenya del CEUR UBA, Alberto de Paula, Carlos de Rosa del LAHV - CONICET, Roberto Doberti de FADU-UBA, Fermín Estrella Gutiérrez, Martin Evans de FADU-UBA, Hilda Herzer, Jorge Karol, David Kullock, Víctor Pelli de FAU-UNNE/CONICET, Pedro Pírez, Jorge Ramos, Jorge Samaja Toro y Horacio Torres. El más prestigioso grupo de académicos e investigadores en Arquitectura y Hábitat del país.
Entre sus trabajos se destacan:
- Consecuencias socioeconómicas de la reconversión industrial en Olavarría; de Héctor Adriani y María Suárez.
- De la vista al panorama. Buenos Aires y la evolución de las técnicas de representación del espacio urbano; de Fernando Aliata.
- Aplicación de informática en la gestión municipal: propuesta para su implementación; de Susana Finkelievich.
- El sudoeste bonaerense. Su organización territorial y urbana (1880-1910); de René Longoni y Virginia Galcerán.
- La ciencia y la tecnología en el territorio mundializado; de Elías Rosenfeld y Olga Ravella.
- Estudio ambiental-hábitat-hombre-medio. Caso Berisso; de Viviana Schaposnik.
- Higienismo y sectores populares en La Plata - 1882-1910; de Gustavo Vallejo.
- Ciencia, tecnología y economía en la organización del territorio; de Olga Ravella.
- Temprano crepúsculo. Sobre la efímera existencia de la Universidad de La Plata; de Fernando Gandolfi
- Valoración bioclimática y patrimonial en un edificio para la salud; de María C. Domínguez, Jorge Daniel Czajkowski y Elías Rosenfeld.
- Praxis y degradación urbana. El texto, el contexto y su articulación. Caso La Plata; de Juan C. Etulain, Sara Fisch, Isabel López y Nora Ponce.
- Acción urbanística en La Habana.; de Jorge Lombardi, Gustavo Cremaschi y Luciana Marsilli.

Como artículo invitado:
- Posibilidades de la vivienda y el urbanismo productivo en la lucha contra la pobreza y en la generación de empleo; del arq. Fermín Estrella.

## Su continuidad
En años posteriores la revista mantuvo una relativa continuidad limitada por los recursos asignados para su publicación a medida que cambiaban los decanos apoyando a la investigación o apoyando a otras áreas académicas. En su versión impresa se publicaron 11 números, desde su inicio en 1997 hasta el 2010.
En 2014 se inicia una nueva etapa con una revista editada y publicada íntegramente en internet y de acceso libre y gratuito bajo licencia Creative Commons en el portal de revistas de la Universidad Nacional de La Plata. Esta nueva etapa a partir del volumen 13 se realiza bajo la dirección del Dr. Arq. Fernando Aliata, como editor el Dr. Arq. Jorge Daniel Czajkowski y como editora asistente la Dra. Arq. Ana Helena Gómez Pintus. Siendo los responsables de la publicación investigadores del CONICET y catedráticos de la UNLP.